# 馕坑烤肉

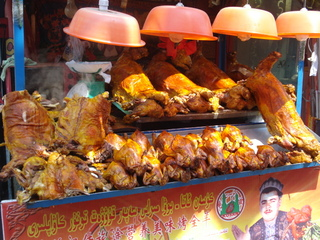
乌鲁木齐某处出售的馕坑烤肉

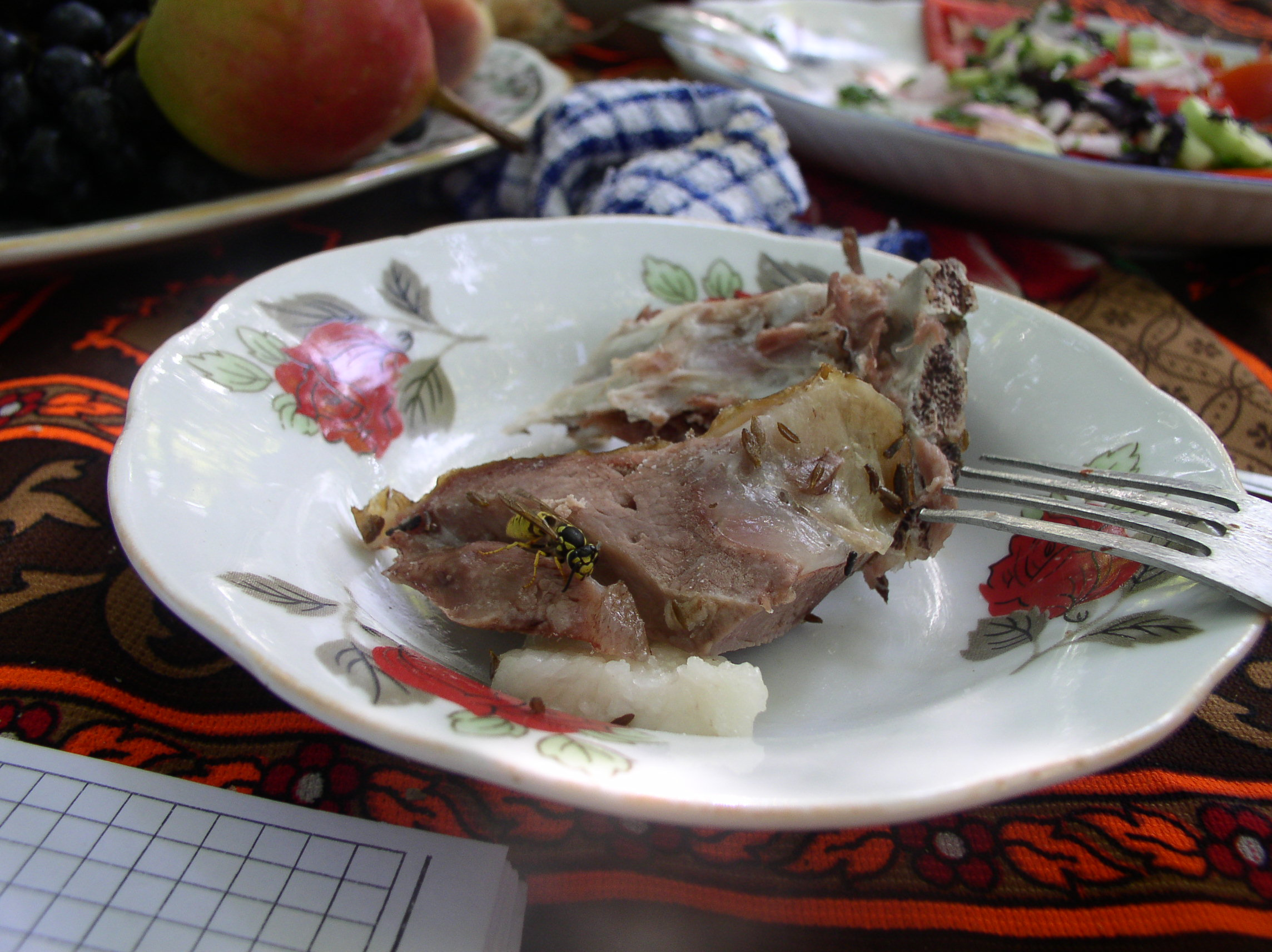
塔什干某咖啡馆的馕坑烤肉

馕坑烤肉（維吾爾語：تونۇر كاۋىپى‎，拉丁维文：tonur kawipi）是流行于中亚地区的一种肉类食物，因在馕坑内烤制而得名。其做法是，先把羊肉切成拳头大小的肉块，用鸡蛋、姜黄、胡椒粉、孜然粉、精盐和面粉拌匀成糊，均匀地抹在肉块上，贴入馕坑内壁，烤半小时左右即成。